# She's So Unusual: 30th Anniversary Tour
She's So Unusual: 30th Anniversary Tour(también conocido como She's So Unusual Tour )  es  la duodécima gira de conciertos por la artista americana, Cyndi Lauper. Lanzado para marcar el aniversario de su álbum de solo del debut, la cual visitará América del Norte, Asia y Australia. La gira empezó en junio de 2013 en San Diego, California, y añadió una segunda parte norteamericana después de su visita a Japón y Australia.

## Antecedente
La gira estuvo anunciada vía sitio web de Lauper el 8 de abril de 2013. Conmemorando una celebración para sus seguidores, el espectáculo hará tributo al álbum de debut de la cantante, lanzado el 14 de octubre de 1983. Junto con la gira, también sea informado que Lauper recibió, 13 nominaciones por Kinky Boots, al Tony. Durante una entrevista con VH1 Big Morning Buzz Live,la cantante declaró que nunca se veía haciendo un "oldies tour" (tour de recuerdos)reviviendo los días de gloria. Aun así,se siente obligada para dar las gracias a sus seguidores por su apoyo a su carrera de 30 años. Ella declaró que el espectáculo era "más para ellos que para sí misma". También reveló que tocará cada pista del álbum, junto con sus otros éxitos. El 3 de junio de 2013, Raymond J. Lee piblicó un vídeo con varios presentadores televisivos y actores haciendo playback del hit "Girls Just Wanna Have Fun". En el vídeo participan Kelly Ripa, Rosie O'Donnell, Whoopi Goldberg, Katie Couric, Hoda Kotb y Kathie Lee Gifford; junto con los repartos del musical Kinky Boots, El Rey de León, Cinderella, El Phantom de la Ópera, Spider-Man: Turn Off The Dark y Chicago.

## Telonero
- Hunter Valentine (América del Norte para su algunos conciertos[6])

## Repertorio
El siguiente setlist fue obtenido del concierto presentado en el Humphrey´s Concerts by the Bay. No es representativo de todas las fechas en la gira.
1. "Money Changes Everything"
2. "Girls Just Want to Have Fun"
3. "When You Were Mine "
4. "Time After Time"
5. "She Bop"
6. "All Trough the NIght"
7. "TWitness"
8. " I´ll Kiss You"
9. " He´s So Unusual"
10. "Yeah Yeah"
11. "The Gonnies 'R' Good Enough"

Encore
1. "Change of Heart"
2. "Shine"
3. "Sex is in the Hell"
4. "True Colors"

## Fechas
| Fecha                    | Ciudad               | País              | Local                                      |                   |                   |
| América del Norte        | América del Norte    | América del Norte | América del Norte                          | América del Norte | América del Norte |
| ------------------------ | -------------------- | ----------------- | ------------------------------------------ | ----------------- | ----------------- |
| 12 de junio de 2013      | San Diego            | Estados Unidos    | Humphrey Concerts by the Bay               |                   |                   |
| 13 de junio de 2013      | Los Ángeles          | Estados Unidos    | Teatro Griego                              |                   |                   |
| 15 de junio de 2013      | Jacksonville         | Estados Unidos    | Britt Pabellón                             |                   |                   |
| 16 de junio de 2013      | Tacoma               | Estados Unidos    | Pantages Teatro                            |                   |                   |
| 18 de junio de 2013      | Sacramento           | Estados Unidos    | Teatro de Cresta                           |                   |                   |
| 19 de junio de 2013      | Saratoga             | Estados Unidos    | Mountain Winery Anfiteatro                 |                   |                   |
| 21 de junio de 2013      | Temecula             | Estados Unidos    | Pechanga Showroom Teatro                   |                   |                   |
| 22 de junio de 2013      | Scottsdale           | Estados Unidos    | Salt River Grand Ballroom                  |                   |                   |
| 23 de junio de 2013      | Tucson               | Estados Unidos    | Fox Tucson Teatro                          |                   |                   |
| 25 de junio de 2013      | Austin               | Estados Unidos    | Waller Creek Anfiteatro                    |                   |                   |
| 26 de junio de 2013      | Dallas               | Estados Unidos    | House of Blues                             |                   |                   |
| 28 de junio de 2013      | Houston              | Estados Unidos    | House of Blues                             |                   |                   |
| 29 de junio de 2013      | Biloxi               | Estados Unidos    | Hard Rock Live                             |                   |                   |
| 30 de junio de 2013      | Nueva Orleans        | Estados Unidos    | House of Blues                             |                   |                   |
| 2 de julio de 2013       | Atlanta              | Estados Unidos    | Symphony Hall Atlanta                      |                   |                   |
| 3 de julio de 2013       | North Charleston     | Estados Unidos    | Performing Arts Center North Charleston    |                   |                   |
| 5 de julio de 2013       | Portsmouth           | Estados Unidos    | nTelos Wireless Pabellón                   |                   |                   |
| 6 de julio de 2013       | Atlantic City        | Estados Unidos    | Etess Arena                                |                   |                   |
| 7 de julio de 2013       | Newark               | Estados Unidos    | Prudential Hall                            |                   |                   |
| 9 de julio de 2013       | New Bedford          | Estados Unidos    | Zeiterion Performing Arts Center           |                   |                   |
| 10 de julio de 2013      | Ciudad de Nueva York | Estados Unidos    | Teatro Beacon                              |                   |                   |
| 12 de julio de 2013      | Port Chester         | Estados Unidos    | Capitol Teatro                             |                   |                   |
| 13 de julio de 2013      | Leynard              | Estados Unidos    | MGM Grand Theater                          |                   |                   |
| Asia                     |                      |                   |                                            |                   |                   |
| 10 de agosto de 2013[A]  | Osaka                | Japón             | Maishima Sports Island                     |                   |                   |
| 11 de agosto de 2013[A]  | Chiba                | Japón             | Makuhari Messe                             |                   |                   |
| Australia                |                      |                   |                                            |                   |                   |
| 29 de agosto de 2013     | Melbourne            | Australia         | Palais Teatro                              |                   |                   |
| 30 de agosto de 2013     | Melbourne            | Australia         | Palais Teatro                              |                   |                   |
| 31 de agosto de 2013     | Camberra             | Australia         | Teatro Royal                               |                   |                   |
| 2 de septiembre de 2013  | Hobart               | Australia         | Wrest Point Entertainment Centre           |                   |                   |
| 4 de septiembre de 2013  | Adelaida             | Australia         | Festival Theatre                           |                   |                   |
| 6 de septiembre de 2013  | Sídney               | Australia         | Enmore Theatre                             |                   |                   |
| 7 de septiembre de 2013  | Sídney               | Australia         | Enmore Theatre                             |                   |                   |
| 9 de septiembre de 2013  | Gold Coast           | Australia         | Jupiters Teatro                            |                   |                   |
| 11 de septiembre de 2013 | Brisbane             | Australia         | QPAC Sala de concierto                     |                   |                   |
| 14 de septiembre de 2013 | Wollongong           | Australia         | WIN Entertainment Centre                   |                   |                   |
| América del Norte        |                      |                   |                                            |                   |                   |
| 18 de octubre de 2013    | Englewood            | Estados Unidos    | Bergen Performing Arts Cneter              |                   |                   |
| 19 de octubre de 2013    | Boston               | Estados Unidos    | Wang Teatro                                |                   |                   |
| 20 de octubre de 2013    | Ciudad de Nueva York | Estados Unidos    | Kupferberg Centro para las Artes           |                   |                   |
| 22 de octubre de 2013    | Wilkes-Barre         | Estados Unidos    | F.M. Kirby Centro para las Artes escénicas |                   |                   |
| 23 de octubre de 2013    | Nuevo Brunswick      | Estados Unidos    | Teatro estatal                             |                   |                   |
| 25 de octubre de 2014    | Líbano               | Estados Unidos    | Casa de Ópera del Líbano                   |                   |                   |
| 26 de octubre de 2013    | Montreal             | Canadá            | Métropolis                                 |                   |                   |
| 27 de octubre de 2013    | Toronto              | Canadá            | Massey Sala                                |                   |                   |
| 29 de octubre de 2013    | Madison              | Estados Unidos    | Capitol Teatro                             |                   |                   |
| 30 de octubre de 2013    | Minneapolis          | Estados Unidos    | Mill City Nights                           |                   |                   |
| 1 de noviembre de 2013   | Chicago              | Estados Unidos    | Teatro de Chicago                          |                   |                   |
| 3 de noviembre de 2013   | Greensburg           | Estados Unidos    | Teatro Palace                              |                   |                   |
| 5 de noviembre de 2013   | Nashville            | Estados Unidos    | Sala Andrew Jackson                        |                   |                   |
| 6 de noviembre de 2013   | Knoxville            | Estados Unidos    | Teatro Tennessee                           |                   |                   |
| 8 de noviembre de 2013   | Clearwater           | Estados Unidos    | Ruth Eckerd Sala                           |                   |                   |
| 9 de noviembre de 2013   | Hollywood            | Estados Unidos    | Hard Rock Live                             |                   |                   |
| 10 de noviembre de 2013  | Orlando              | Estados Unidos    | House of Blues                             |                   |                   |
| 12 de noviembre de 2013  | Charlotte            | Estados Unidos    | Belk Teatro                                |                   |                   |
| 13 de noviembre de 2013  | Washington D. C.     | Estados Unidos    | Warner Teatro                              |                   |                   |
| 15 de noviembre de 2013  | Glenside             | Estados Unidos    | Keswick Teatro                             |                   |                   |
| 16 de noviembre de 2013  | Ridgefield           | Estados Unidos    | Ridgefield Playhouse                       |                   |                   |

Festivales y otras presentaciones

A.Este concierto forma parte del "Summer Sonic Festival"

### Recaudación
| Lugar                                             | Ciudad               | Boletos Vendidos / Disponibles | Ingresos brutos |
| ------------------------------------------------- | -------------------- | ------------------------------ | --------------- |
| Teatro griego                                     | Los Ángeles          | 5,132 / 5,132 (100%)           | $237,528        |
| Waller Creek Anfiteatro                           | Austin               | 2,181 / 2,200 (99%)            | $82,190         |
| Centro de Artes escénicas de Charlestón del norte | North Charleston     | 1,852 / 2,341 (79%)            | $75,893         |
| Sala Prudential                                   | Newark               | 1,876 / 2,724 (69%)            | $104,746        |
| Teatro Beacon                                     | Ciudad de Nueva York | 2,796 / 2,796 (100%)           | $166,710        |
| Capitol Teatro                                    | Madison              | 1,034 / 1,034 (100%)           | $51,353         |
| Mill City Nights                                  | Minneapolis          | 937 / 1,070 (88%)              | $46,903         |
| Teatro de Chicago                                 | Chicago              | 3,077 / 3,351 (92%)            | $172,951        |
| Ruth Eckerd Sala                                  | Clearwater           | 1,395 / 1,980 (70%)            | $87,423         |
| TOTAL                                             | TOTAL                | 20,280 / 22,628 (90%)          | $1,025,697      |